# Babbitt (Minnesota)
Babbitt – miasto w Stanach Zjednoczonych, w stanie Minnesota, w hrabstwie St. Louis.